# Xysticus deichmanni
Xysticus deichmanni är en spindelart som beskrevs av Thorwald Julius Sørensen 1898. Xysticus deichmanni ingår i släktet Xysticus och familjen krabbspindlar. Inga underarter finns listade i Catalogue of Life.